# Балтазарівська сільська рада
Балтаза́рівська сільська́ ра́да — адміністративно-територіальна одиниця та орган місцевого самоврядування в Чаплинському районі Херсонської області. Адміністративний центр — село Балтазарівка.

## Загальні відомості
- Територія ради: 80 км²
- Населення ради: 1 682 особи (станом на 2001 рік)

## Населені пункти
Сільській раді були підпорядковані населені пункти:
- с. Балтазарівка
- с. Морозівка
- с. Рачівка

## Історія
05.02.1965 Указом Президії Верховної Ради Української РСР передано Балтазарівську сільраду Скадовського району до складу Чаплинського району.

## Склад ради
Рада складалася з 16 депутатів та голови.
- Голова ради: Войцеховська Наталія Віталіївна
- Секретар ради: Ренкас Алла Василівна

### Керівний склад попередніх скликань
| Прізвище, ім'я, по батькові     | Основні відомості                                                         | Дата обрання | Дата звільнення |
| ------------------------------- | ------------------------------------------------------------------------- | ------------ | --------------- |
| Сінаєвський Віктор Дмитрович    | Сільський голова, 1960 року народження, безпартійний                      | 26.03.2006   | 31.10.2010      |
| Войцеховська Наталія Віталіївна | Сільський голова, 1957 року народження, освіта вища, член Партії регіонів | 31.10.2010   |                 |

Примітка: таблиця складена за даними сайту Верховної Ради України

### Депутати
За результатами місцевих виборів 2010 року депутатами ради стали:

#### За суб'єктами висування
| Суб'єкт висування                                       | Кількість обраних депутатів | %    |
| ------------------------------------------------------- | --------------------------- | ---- |
| Партія регіонів                                         | 9                           | 56,3 |
| Комуністична партія України                             | 4                           | 25   |
| Політична партія Всеукраїнське об'єднання «Батьківщина» | 2                           | 12,5 |
| Самовисування                                           | 1                           | 6,3  |

#### За округами
| № округу                                                | Прізвище, ім'я, по батькові      | Дата визнання обраним | Освіта             | Партійна приналежність                        | Відомості про обраного депутата                             |
| ------------------------------------------------------- | -------------------------------- | --------------------- | ------------------ | --------------------------------------------- | ----------------------------------------------------------- |
| Комуністична партія України                             |                                  |                       |                    |                                               |                                                             |
| 1                                                       | Ільясов Ільяс Амурхонович        | 03.11.2010            | вища               | член Комуністичної партії України             | тимчасово не працює                                         |
| 4                                                       | Андрусенко Любов Микитівна       | 03.11.2010            | вища               | позапартійна                                  | Балтазарівська сільська рада, спеціаліст з земельних питань |
| 6                                                       | Шендирук Олександр Володимирович | 03.11.2010            | середня            | позапартійний                                 | тимчасово не працює                                         |
| 8                                                       | Дмитрук Ольга Яківна             | 03.11.2010            | середня спеціальна | член Комуністичної партії України             | тимчасово не працює                                         |
| Партія регіонів                                         |                                  |                       |                    |                                               |                                                             |
| 3                                                       | Тимошенко Аліна Йосипівна        | 03.11.2010            | вища               | член Партії регіонів                          | Балтазарівська загальноосвітня школа, вчитель               |
| 5                                                       | Куйдан Людмила Вікторівна        | 03.11.2010            | середня            | позапартійна                                  | Балтазарівський дитячий садок, помічник вихователя          |
| 7                                                       | Поплавська Оксана В'ячеславівна  | 03.11.2010            | середня спеціальна | позапартійна                                  | Балтазарівський дитячий садок, медична сестра               |
| 9                                                       | Байдукова Віта Романівна         | 03.11.2010            | вища               | позапартійна                                  | Балтазарівська загальноосвітня школа, вчитель               |
| 10                                                      | Колбаса Андрій Іванович          | 03.11.2010            | вища               | позапартійний                                 | Балтазарівська загальноосвітня школа, вчитель               |
| 11                                                      | Пітух Віктор Євгенійович         | 03.11.2010            | середня            | член Партії регіонів                          | тимчасово не працює                                         |
| 12                                                      | Божко Микола Валерійович         | 03.11.2010            | середня спеціальна | позапартійний                                 | Чаплинське управління водного господарства, оглядач ГТО     |
| 14                                                      | Азізов Фірітдін Муртазович       | 03.11.2010            | середня спеціальна | позапартійний                                 | тимчасово не працює                                         |
| 15                                                      | Абдулов Абамуслім Юсупович       | 03.11.2010            | середня спеціальна | член Партії регіонів                          | тимчасово не працює                                         |
| Політична партія Всеукраїнське об'єднання «Батьківщина» |                                  |                       |                    |                                               |                                                             |
| 2                                                       | Ренкас Алла Василівна            | 03.11.2010            | вища               | позапартійна                                  | тимчасово не працює                                         |
| 16                                                      | Мельниченко Світлана Борисівна   | 03.11.2010            | вища               | член Всеукраїнського об'єднання «Батьківщина» | Морозівська загальноосвітня школа, вчитель                  |
| Самовисування                                           |                                  |                       |                    |                                               |                                                             |
| 13                                                      | Чорний Олег Васильович           | 03.11.2010            | середня спеціальна | член Політичної партії «Народна Самооборона»  | Балтазарівський будинок культури, директор                  |

## Населення
Згідно з переписом УРСР 1989 року чисельність наявного населення сільської ради становила 1346 осіб, з яких 603 чоловіки та 743 жінки.
За переписом населення України 2001 року в сільській раді мешкали 1682 особи.

### Мова
Розподіл населення за рідною мовою за даними перепису 2001 року:
| Мова       | Відсоток |
| ---------- | -------- |
| українська | 66,94 %  |
| російська  | 3,98 %   |
| молдовська | 0,30 %   |
| білоруська | 0,12 %   |
| болгарська | 0,06 %   |
| вірменська | 0,06 %   |
| інші       | 28,54 %  |